# Italo Rota
Italo Rota (Milano, 2 ottobre 1953 – Milano, 6 aprile 2024) è stato un architetto e designer italiano.

## Biografia
Nato a Milano il 2 ottobre 1953, si formò presso gli studi di Franco Albini e Vittorio Gregotti e si laureò in Architettura al Politecnico di Milano nel 1982.
L'apprendistato con Gregorotti durò quattro anni, durante i quali egli lavorò al concorso per l'Università della Calabria (1972-1973).
Con l'architetto Pierluigi Nicolin dal 1976 al 1981 partecipò alla realizzazione della rivista Lotus International, episodio che introdusse l'importanza che la carta stampata e l'oggetto-libro ebbero in seguito nella vita dell'architetto, concretizzandosi poi in un'importante collezione personale.
All'inizio degli anni ottanta si trasferì a Parigi per il progetto dell'allestimento museale del Musée d’Orsay, vinto con Gae Aulenti. L'esperienza del porre al centro di una riflessione più ampia il museo continuò con il concorso, vinto nel 1985, per le nuove sale della Scuola Francese della Cour Carré del Louvre, inaugurate nel 1992, e con il recente Museo del Novecento a Milano (2002-2010).
I dieci anni passati in Francia furono particolarmente fecondi, sia professionalmente che personalmente. Infatti nel 1987 incontrò l'amore della sua vita (citazione dell'architetto), un'intellettuale e storica dell'arte parigina con la quale ebbe due figli, Emilia, nata nel 1989, e Ugo, nato nel 1991. Durante questi anni vennero affrontate diverse scale del progetto, da quella urbana fino agli allestimenti per mostre, eventi ed istituzioni culturali. Sempre in Francia, lavorò con il regista Bernard Sobel. Nel 1988 per l'Hécube progettò una scenografia dove con l'utilizzo di specchi e l'illuminazione controluce, poté creare uno spazio irreale con le tribune del teatro greco.
Nel 1995 L'architetto aprì il suo Studio a Milano, città per la quale fu anche Assessore per la Qualità urbana (1995/1996) con la giunta Formentini. 
Come Assessore disegnò la pedonalizzazione di Piazza Oberdan in accordo con l'allora consiglio di Zona 3, progettando di chiudere al traffico l'ultimo tratto di viale Piave, di concentrare il traffico tra i caselli collegandoli con le parti laterali della piazza e la pedonalizzazione di via Spallanzani, nonché collegare il Diurno Venezia con il mezzanino del metro. Rota disegnò personalmente le lampade stradali. Il progetto non fu però mai realizzato perché dovette dimettersi per avere proposto come simbolo di Milano il Grillo Parlante di Luigi Ontani. La pedonalizzazione di via Spallanzani fu poi realizzata nel 2000 dalla giunta Albertini ma la circolazione del traffico nella piazza rimase invariata e i caselli isolati dal traffico.
Tra la fine degli anni novanta e il 2005 videro la luce le mediateche di Anzola e San Sisto. Per lo stilista Roberto Cavalli, Italo Rota realizzò boutique e club sparsi per il globo, oltre a una villa sulle colline fiorentine.
Progetti di landarchitecture, come la sistemazione urbana del centro di Nantes (1992-1995) e la promenade del Foro Italico a Palermo (2005), si alternarono ad altre realizzazioni come l'albergo Boscolo Exedra a Milano, il tempio indù di Lord Hanuman, il padiglione Ciudades de Agua per l'Expo di Saragozza del 2008, l'allestimento del Triennale Design Museum nel 2007, oltre al già citato Museo del Novecento, inaugurato nel dicembre 2010.
All'attività di architetto si affiancarono le collaborazioni con numerose aziende produttrici del design italiano, definendo l'oggetto come parte integrata e integrante dello spazio progettato.
Italo Rota fu professore di progettazione presso l'Ecole d'Architecture UP8 Paris-Belleville (1987-1990), lo IED di Milano (1996-1998) e la Facoltà di Architettura di Ferrara (1998-2000). Tenne seminari in varie facoltà e scuole di Architettura tra cui: Columbia University, Politecnico di Milano, Facoltà di Architettura di Losanna e Facoltà di Architettura di Ginevra.
Da ultimo fu Direttore del dipartimento di Design della Nuova Accademia di Belle Arti di Milano, e titolare di un workshop presso lo IUAV il cui tema di progetto definito dall'architetto fu Memory Garden. Una club house dell'esotico.
Il lavoro di Italo Rota fu pubblicato all'interno di varie riviste italiane e straniere, tra le quali: Domus, Casabella, Interni, Abitare, Area, AD - Architectural Design, A+U - Architecture and Urbanism, L'architecture d'aujourd'hui, Lotus International, The Plan, Frame, Elle Décor, Rolling Stone, Vogue Italia, Vanity Fair, L'Uomo Vogue, Casa Vogue, AD - Architectural Digest.
Italo Rota morì a Milano il 6 aprile 2024, dopo una lunga malattia, all'età di 70 anni.

## Opere più rappresentative

### Architettura e urbanistica
2015
- Padiglione nazionale di Kuwait "Challenge of Nature" - Expo 2015, Milano
- Padiglione "Vino: a Taste of Italy" - Expo 2015, Milano

2010
- Tempio Indù di Lord Hanuman, Dolvi, Mumbai
- Boscolo Palace, Roma

2009
- Cavalli Club - Dubai, Dubai
- Boutique Roberto Cavalli, Parigi
- Boscolo Exedra Hotel, Milano

2008
- Cavalli Club - Piazza del Carmine, Firenze

2007
- Padiglione espositivo Ciudades de Agua - Expo 2008, Saragozza
- Biblioteca nel Complesso Monumentale ex Oratorio di Sant'Elena e Costantino, Palermo

2006
- Area commerciale con uffici privati e parco urbano - area Maciachini, Milano
- Casa Roberto Cavalli, Firenze

2005
- Lungomare Foro Italico, Palermo
- Centro parrocchiale Santa Margherita Maria Alacoque - Tor Vergata, Roma

2004
- Biblioteca comunale Sandro Penna, Perugia
- Casa Mittal, Mumbai (progetto non realizzato)

- Sistemazione e servizi per acciaierie Dolvi Steel Plant - ISPAT Industry, Dolvi, Mumbai

2003
- Nuovo Casinò, Lugano
- Sottopasso pedonale e ridisegno di via Garibaldi, Misano Adriatico
- Ristorante Just Cavalli, Milano

2002
- Mediateca civica di Anzola dell'Emilia, Bologna

2001
- Nuovo sistema urbano, Nembro

2000
- Riqualificazione del Centro Storico, Empoli
- Progetto per l'illuminazione di Notre-Dame de Paris, Parigi

1999
- Sistemazione di viale Dante, Riccione

1997
- Casa Italiana e giardino, Columbia University, New York

1995
- Sistemazione urbana del centro storico, Nantes
- Ridisegno della Via Emilia e parco urbano, San Donato Milanese
- Nuovi spazi urbani, Bologna

### Musei, mostre, allestimenti
2015
- Padiglione Arts&Foods @ Triennale di Milano - Expo 2015, Milano
- Ottava edizione Triennale Design Museum: Cucine&Ultracorpi - Expo 2015, Milano

2010
- Museo del Novecento, Palazzo dell'Arengario, Milano
- Allestimento della mostra Futuro per i 150 anni dell'Unità d'Italia, Torino

2009
- LED: Light Exibhition Design, Milano
- Installazione Toy Building, Piazza Duomo, Milano

2008
- Installazione per il padiglione italiano L'Italia cerca casa, XI Biennale di Architettura di Venezia, Venezia
- Allestimento della III Biennale di Antiquariato di Torino, Antiquari a Venaria, Veneria Reale, Torino

2007
- Mostra Che cosa è il design italiano? Le sette ossessioni del design italiano, Triennale di Milano, Milano
- Triennale Design Museum, Triennale di Milano, Milano
- Allestimento della mostra Ars Siciliae, Palazzo dei Normanni, Palermo
- Installazione all'interno della mostra Anni settanta. Il decennio lungo del secolo breve, Triennale di Milano, Milano
- Allestimento della mostra Contromoda, Palazzo Strozzi, Firenze

2006
- Allestimento della mostra Città-Porto, X Biennale di Architettura di Venezia, Venezia
- Allestimento MAXXI Cantiere d'autore – Workscape, X Biennale di Architettura di Venezia, Venezia
- Allestimento della mostra Fashion DNA, Rijksmuseum, Amsterdam

2005
- Medal Plaza dei XX Giochi Olimpici Invernali, Piazza Castello, Torino

2003
- Allestimento della mostra La grande svolta. Anni ‘60, Palazzo della Ragione, Padova
- Museo della Rocca Paolina, Perugia

2002
- Museo del Novecento, Palazzo dell'Arengario, Milano concorso – progetto vincitore
- Allestimento Il Futurismo a Milano, Padiglione d’Arte Contemporanea di Milano, Milano
- Nuovo Museo archeologico e nuovo auditorium, Complesso San Floriano Mestica, Jesi
- Allestimento Lonely Living. L'architettura dello spazio primario, VIII Biennale di Architettura di Venezia, Venezia
- Allestimento della mostra More and More and More per Roberto Cavalli, Palazzo Pitti, Firenze

2001
- Allestimento della mostra Men Across America, Galleria Sozzani, Milano e New York

1999
- Allestimento della mostra Tesori dell'Italia del Sud, Parlamento europeo, Strasburgo
- Allestimento della mostra L'arte concettuale in Spagna, Parlamento europeo, Strasburgo

1997
- Allestimento della mostra Case Barbare, Triennale di Milano, Milano

1995
- Allestimento della mostra Amate Città. Un secolo di architettura metropolitana, Triennale di Milano, Milano
- Allestimento della mostra Expo. L'amour Des Villes, Institut Français d'Architecture, Parigi

1992
- Progetto dell'esposizione sulla fotografia pitturalista, Musée Rodin, Parigi
- Allestimento della mostra "Viaggio a Rossini", Museo Civico di Bologna, Bologna
- Allestimento per la Cour Carrée, Museo del Louvre, Parigi
- Allestimento delle nuove sale della pittura francese, Centre Georges Pompidou, Parigi

1989
- Allestimento della mostra "La Métropole Imaginaire. Un Atlas de Paris", Parigi
- Allestimento della mostra sull'opera di Géricault, Grand Palais, Parigi

1986
- Allestimento della mostra "Les peintres et le théàtre", Palazzo dei Papi, Avignone
- Allestimento della mostra sul décor per i quarant'anni della Maison Christian Dior in Avenue Montaigne, Parigi

1985
- Allestimento della mostra "Créer dans le Créé", Centre Georges Pompidou, Parigi
- Progetto vincitore per le nuove sale della Scuola francese alla Cour Carrée du Louvre, Museo del Louvre, Parigi

1980
- Allestimento museale del Musée d’Orsay, Parigi concorso – progetto vincitore

1979
- Allestimento della mostra dedicata agli strumenti del disegno, XVI Triennale di Milano, Milano
- Allestimento della mostra L'Image des Mots, Centre Georges Pompidou, Parigi

### Scenografie
1988
- Hécube - Euripide, testo francese di Nicole Loraux e François Rey, scenografia: Italo Rota, costumi: Antoine Pece, regia: Bernard Sobel

1986
- La Ville - Paul Claudel, scenografia: Italo Rota, costumi: Jacques Schmidt, regia: Bernard Sobel

1985
- L'Ecole des Femmes - Molière, scenografia: Italo Rota, costumi: Elisabeth Neumüller, regia: Bernard Sobel
- Nathan le Sage - Gotthold Ephraim Lessing, scenografia: Italo Rota, regia: Bernard Sobel

1984
- Philoctète - Heiner Müller, testo francese di François Rey, scenografia: Italo Rota, costumi: Elisabeth Neumüller
- Entre chien et loup ou La Véritable Histoire d'Ah Q - Christoph Hein, testo francese di François Rey, scenografia: Italo Rota, costumi: Agostino Cavalca

### Progetti speciali
(Italo Rota, Italo Rota.Projects, works, visions.1997 – 2007)
- 2008 - 13x17 – Padiglione Italia mostra-performance presentata da Philippe Daverio.
- 2007 - WAITING FOR GO – Performance teatrale con Alessandro Mendini e Fabio Novembre.
- 2007 - STRISCIA LA NOTIZIA - Tapiri d'autore.
- 2007 - DESIGNDOLLS - Design italiano per l'UNICEF.
- 2007 - MOLESKINE - Moleskine @ Detour exhibition.

## Premi
- 2011 - Premio Internazionale Ischia di Architettura (PIDA) - per le strutture ricettive.[17]
- 2010 - Primo Premio del Marble Architectural Awards 2010 per il Boscolo Exedra Hotel.[18]
- 2009 - Premio di Architettura ANCE Catania 2009 per lo sviluppo della cultura architettonica in Sicilia.[19]
- 2006 - Medaglia d'Oro all'Architettura Italiana per gli spazi pubblici per il lungomare del Foro Italico, Palermo.[20]
- 2003 - Medaglia d'Oro all'Architettura Italiana per la cultura con la Mediateca d'Anzola dell'Emilia.[21].
- 2002 - Premio Città di Gubbio, Gubbio.
- 1996 - Landmark Conservancy Prize, New York.[22]
- 1994 - Grand Prix de l'Urbanisme, Parigi.[22]

## Pubblicazioni
- Italo Rota, Una storia elettrica, Quodlibet, 2014. ISBN 8874626762.
- Italo Rota, Cosmologia portatile. Scritti, disegni, mappe, visioni, a cura di F. La Rocca, Quodlibet, Macerata 2013. ISBN 8874624859.
- Italo Rota, I Maestri dell'Architettura, [a cura di Anna Sartea], Hachette, San Giovanni Lupatoto (VR), 2009.
- Italo Rota, Installation exhibit. Creating worlds through objects, [edited by Raffaella Poletti], Electa, Milano, 2009
- [a cura di A. Boisi], Editoriale: Monografia Italo Rota, in: “Interni”, n.12, dicembre 2009, pag. 1 – 41.
- Italo Rota. Projects, works, visions 1997 – 2007, a cura di Luca Molinari e Valeria Alebbi, Skira, Ginevra – Milano, 2008. ISBN 8876246401
- Luca Molinari, Maciachini. Un inedito laboratorio urbano per Milano, Skira – Europa Risorse, Ginevra – Milano, 2008
- Che Cosa è il Design Italiano? Le Sette Ossessioni del Design Italiano, [a cura di Silvana Annicchiarico e Andrea Branzi]; La Triennale di Milano, Triennale Design Museum – Electa; Verona, 2008
- Good N.E.W.S. Temi e percorsi dell'architettura, [a cura di Fulvio Irace e Italo Rota], Triennale – Electa, Milano, 2006
- Italo Rota, Not only buildings, 24 ore di cultura, 2000. ISBN 8871792440